# Тіна Кароль
Ті́на Ка́роль (при народженні Тетя́на Григо́рівна Ліберма́н; нар. 25 січня 1985, Оротукан, Магаданська область, РСФСР) — українська співачка, авторка пісень, акторка, ведуча, композиторка, музикантка, письменниця, благодійниця, продюсерка. Народна артистка України (2017), солістка Ансамблю пісні і танцю ЗСУ. Лауреатка пісенного конкурсу молодих виконавців «Нова хвиля 2005». З піснею «Show me your love» представляла Україну на «Євробаченні 2006», де посіла сьоме місце.

## Раннє життя
Народилася 25 січня 1985 року смт Оротукан Магаданської області в РРФСР в інженерській родині.
Батько — Григорій Самойлович Ліберман (нар. 1958, м. Вашківці Вижницького району Чернівецької області) — інженер, до виходу на пенсію був головним конструктором у будівельній компанії, закінчив Івано-Франківський інститут нафти і газу. Мати — Світлана Андріївна Ліберман (до шлюбу Журавель; нар. 1960, Івано-Франківськ) — інженерка, працює в пенсійному фонді України. Старший брат — Станіслав Ліберман (нар. 1981) — юрист, співвласник юридичної фірми у Києві.
У 1991 році з батьками переїхала до Івано-Франківська, де навчалась у СШ № 22 та музичній школі № 1 ім. Лисенка за класом фортепіано. Продовжила освіту в КДВМУ ім. Глієра на факультеті співу за спеціальністю естрадного вокалу. Також заочно закінчила факультет менеджменту та логістики Національного авіаційного університету.

## Музична кар'єра
З дитинства учасниця та лауреатка конкурсів і фестивалів: «Золоті трембіти», «Юні зірки Прикарпаття» (1997), «Таланти твої, Україно» (1998), «Різдвяні зустрічі у Братів Блюзу», «Чорноморські ігри», «Золотий тік», «Під однією зіркою» (1999), «Едельвейс», «Сім культур» (2001), де представляла Ізраїль, «Перший всеукраїнський конкурс артистів естради» (2002), «Нова хвиля» (Юрмала-2005).
У 1997—1998 роках із піснею «Твоя мелодія», присвяченою Володимиру Івасюку (музика Світлани Гричко, слова Мирослава Бойчука) перемогла у кількох вищеназваних конкурсах.[неавторитетне джерело]
Акторка театру і шоу-вистав: роль Маргарет у мюзиклі «Екватор» (2003), Марфи у спектаклі «Духів день» (2004), Асоль в однойменному мюзиклі.
На початку музичної кар'єри взяла сценічний псевдонім Тіна Кароль, згодом офіційно змінивши на нього ім'я та прізвище.

### 2000-ні
2000 — брала участь у 17 концертах в рамках благодійного фестивалю містами США: Нью-Йорк, Філадельфія, Талас, Детройт, Х'юстон, Мілвокі.
У 2005 році на конкурсі «Нова хвиля» (Юрмала, Латвія) посіла друге місце, а також отримала приз від Алли Пугачової — $50 тис. Кошти пішли на зйомки дебютного кліпу «Выше облаков». 30 листопада 2005 року як солістка Ансамблю пісні і танцю ЗСУ нагороджена медаллю «За працю і звитягу». Згодом отримала дві премії — «Співачка року» та «Відкриття року». 
Навесні 2006 року випустила альбом «Show me your love», який здобув популярність. З композицією «Show me your love» 11 березня 2006 року перемогла у національному відбірковому конкурсі «Ти — зірка». У травні 2006 року представляла Україну на «Євробаченні» в Греції, де посіла 7 місце. У грудні вийшов другий альбом «Ноченька» і теж отримав «золотий» статус.
27 грудня 2007 року презентувала третій альбом «Полюс притяжения», що за три тижні став «золотим», а за 9 місяців отримав «платиновий» статус. Це другий в Україні диск, що отримав такий статус. Його записано на лондонській студії «Метрофонік». У січні 2007 року Тіна Кароль змінила продюсера і всю творчу команду. У червні на фестивалі «Таврійські ігри» вперше заспівала наживо з іншими музикантами, презентувала пісню «Люблю его». У серпні отримала статуетку «Телетріумф» як «Найкраща телеведуча розважальної програми». У вересні визнана «найпопулярнішою співачкою України». В листопаді й грудні провела перший всеукраїнський тур «Полюс тяжіння», 7 грудня дала перший сольний концерт у Національному палаці мистецтв «Україна».
У березні 2008 року отримала звання «найкрасивіша жінка України» за версією «VIVA!». У квітні «Жіночий журнал» назвав Кароль «найчарівнішою жінкою України». У травні на фестивалі «Таврійські Ігри» презентувала кліп «Ключик». У жовтні отримала статуетку «Телетріумф» як «Найкраща телеведуча розважальної програми».
У січні 2009 року отримала звання «Заслужена артистка України». У лютому отримала нагороду «найкрасивіша співачка України-2008» від конкурсу краси «Міс Україна Всесвіт-2009». У лютому вдруге отримала звання «найкрасивіша жінка України» за версією видання «VIVA!». Представила пісню «Не бійся, хлопчику». У березні пісні «У неба попросим» з альбому «Полюс притяжения» і «Біль» стали саундтреками двох серіалів. У липні озвучила фільм Walt Disney «Бригада М» («G-Force» в оригінальній версії).

### 2010-ті

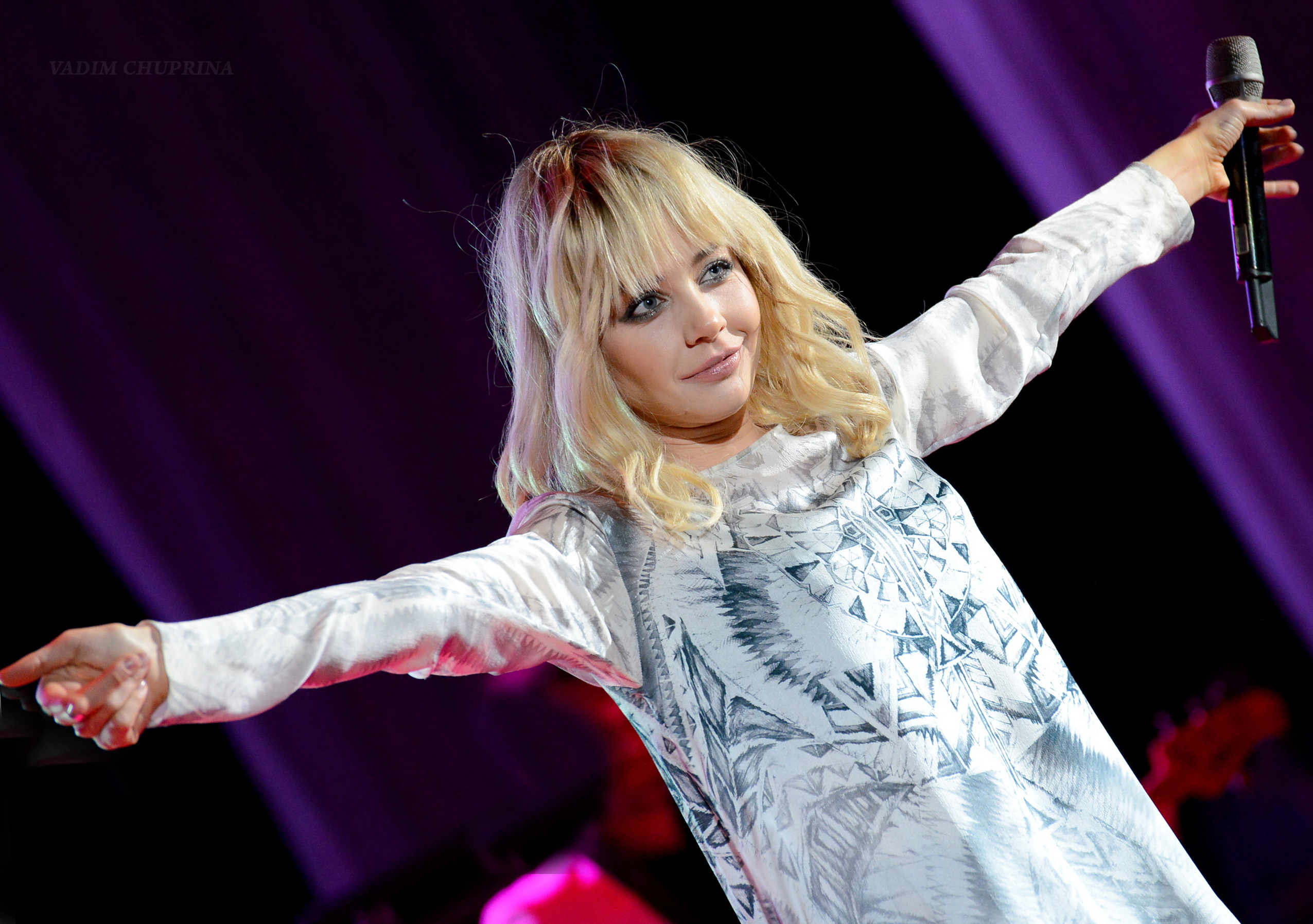
На виступі 2013 року

Навесні 2011 року разом з російським співаком Сергієм Лазарєвим і дуетом Алібі була ведучою музичного проєкту «Майданс» на телеканалі «Інтер». 2012 року стала тренеркою шоу «Голос. Діти»
У 2013 році разом з Олегом Скрипкою, Олександром Пономарьовим та Святославом Вакарчуком стала тренеркою третього сезону талант-шоу «Голос країни». Із програмою «Сила любові і голосу» провела концерти у 26 містах України (24 листопада 2013—лютий 2014). Стала «Жінкою року-2013».
6 лютого 2014 року випустила п'ятий альбом «Помню» з 7 композицій. 14 лютого відбулася прем'єра фільму «Сила любові і голосу» на основі однойменного шоу. На кінофестивалі AOF International Film він отримав нагороду в номінації «Найкращий документальний фільм». 26 березня перемогла на премії «Yuna» в номінації «Найкраща співачка року».
21 лютого 2015 року стала наставницею другого сезону «Голос. Діти» на телеканалі «1+1». 1 березня у фіналі шоу «Голос. Діти» переміг Роман Сасанчин з команди Кароль. Прем'єра кліпу і пісні «Україна — це ти» відбулася у програмі «ТСН.Тиждень». Музику Кароль написала сама, а слова — у співавторстві з Миколою Бровченком. Співачка виконала пісню разом з учасниками своєї команди шоу «Голос. Діти». 8 березня на телеканалі «1+1» стартував п'ятий сезон талант-шоу «Голос країни», тренерами якого стали Святослав Вакарчук, Тіна Кароль, Потап та Олександр Пономарьов. Того ж дня відбулась прем'єра сольної програми Кароль «Я все ще люблю». Концерт у Києві відбувся 26 квітня у Національному Палаці «Україна». 28 квітня, в річницю смерті чоловіка, випустила сингл «Спасибі» і перемогла на музичній премії Yuna у номінації «Найкраща співачка року» другий рік поспіль. Переможцем проєкту «Голос країни 5» став підопічний Кароль — Антон Копитін. 27 липня 2015 року відсвяткувала 10-річчя творчої кар'єри. 13 жовтня презентували перший кліп переможця «Голос. Діти-2» Романа Сасанчина. Відео зняте на пісню «Мамина зірка», музику написала Кароль, слова — Михайло Бровченко. 5 листопада року перемогла в ELLE Style Awards у номінації «Телезірка року». 12 листопада представила пісню і кліп «Здатися ти завжди встигнеш» (стала саундтреком до українського серіалу «Господиня», що вийшов на 1+1 навесні 2016 року). 15 листопада M1 вручив Кароль статуетку M1 Music Awards за «Найкращий тур» («Я все ще люблю»). 22 грудня в Будинку Митрополита на території заповідника Софії Київської відбувся преспоказ музичного фільму «Різдвяна історія з Тіною Кароль».

У 2016 році Тіна Кароль випустила святкову програму «Колядки та обрані хіти» за мотивами музичного фільму «Різдвяна історія з Тіною Кароль». В новорічний вечір на «1+1» вийшов ролик з трьома тренерами «Голосу країни-6»: Тіною Кароль, Потапом і Іваном Дорном. У лютому Кароль виступила в Лондоні, де представила сольну програму «Вибране», на концерті в одному з найбільших залів Лондона виконала гімн України. 9 травня на спільні пожертви з місцевою українською громадою відкрила Центр української громади у Великій Британії, у місті Дербі неподалік Лондона. Наприкінці 2016 року пісню «Україна — це ти» внесли до шкільної програми.

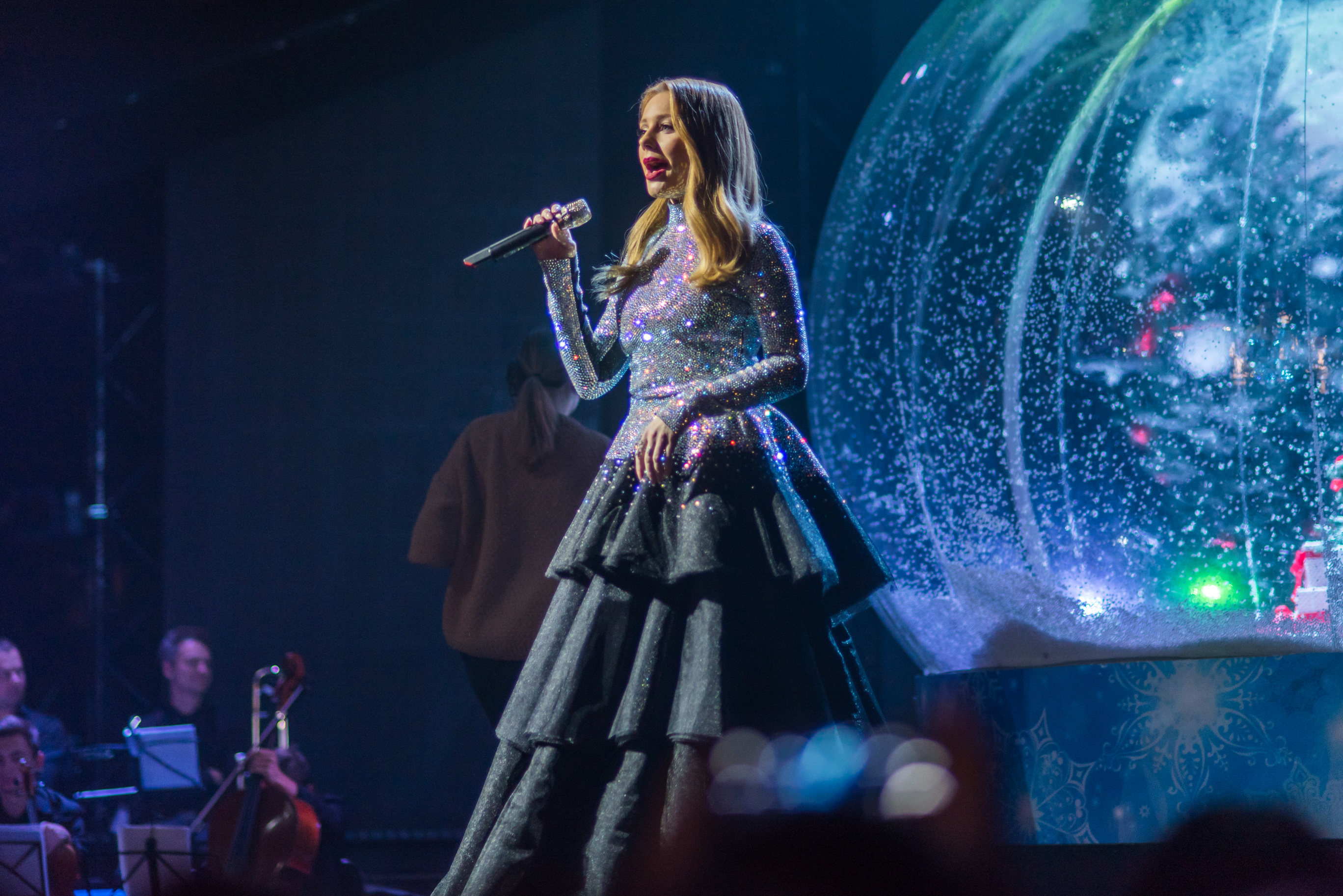
На фіналі «Голос. Діти-4», 2017

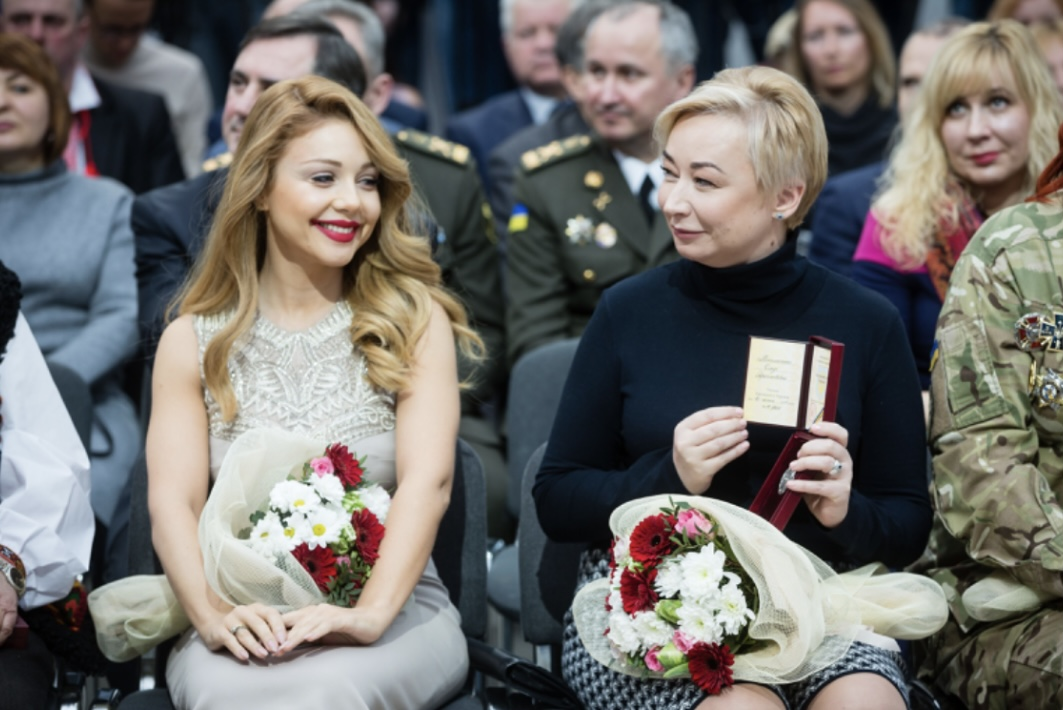
На церемонії вручення державних нагород, з нагоди Дня Соборності України у 2017 році

22 січня 2017 року президент Петро Порошенко присвоїв Тіні Кароль звання «Народна артистка України». 23 квітня — підопічний Кароль Олександр Клименко переміг у сьомому сезоні Голосу Країни. 7 травня виступила з концертом на святкуванні Дня Івано-Франківська, на якому зібралися тисячі містян. 17 серпня представила альбом «Інтонації» з 13 пісень. 26 вересня — Тіна Кароль випустила червону помаду «Залиш свій автограф».
У 2018 році була рекламною моделлю авіакомпанії МАУ. 8 березня — випустила музичний фільм-сповідь «Інтонації Тіни Кароль». 26 квітня виступила з номером в прямому ефірі вокального проєкту «Голос Країни 8», виконала пісні зі свого альбому «Інтонації». 5 липня представила нову концертну програму в Мінську (Білорусь). 27 липня Viber випустив іменні стікери Тіни Кароль. 26 серпня в парі з Юрієм Горбуновим провела перший ефір шоу «Танці з зірками». 26 серпня на телеканалі «1 + 1» відбулася прем'єра телеверсії концерту «Інтонації». Її було знято під час сольного концерту Кароль в столичному палаці «Україна» восени 2017 року. 27 серпня відбулася прем'єра альбому «Інтонації (Live)», 7 грудня прем'єра пісні «Сила высоты».
4 квітня 2019 року Тіна Кароль з гуртом «Бумбокс» презентувала пісню та відеокліп «Безодня». 22 серпня Кароль представила кліп на пісню «Вабити». Зйомки кліпу проходили в США, участь у них взяли американські танцюристи. 24 серпня Кароль взяла участь в Ході гідності на День незалежності України. Співачка виконала фрагмент Гімну України на даху Національної музичної академії України імені П. І. Чайковського. 28 жовтня спільно з молдавським співаком Даном Баланом на програмі «Танці з зірками» презентувала композицію «Додому». З цією піснею виступили й на премії M1 Music Awards. 21 листопада Кароль представила кліп на пісню «Иди на жизнь». 12 грудня Тіна Кароль і Юлія Саніна (The Hardkiss) презентували в дуеті пісню і кліп «Вільна».

### 2020—2021

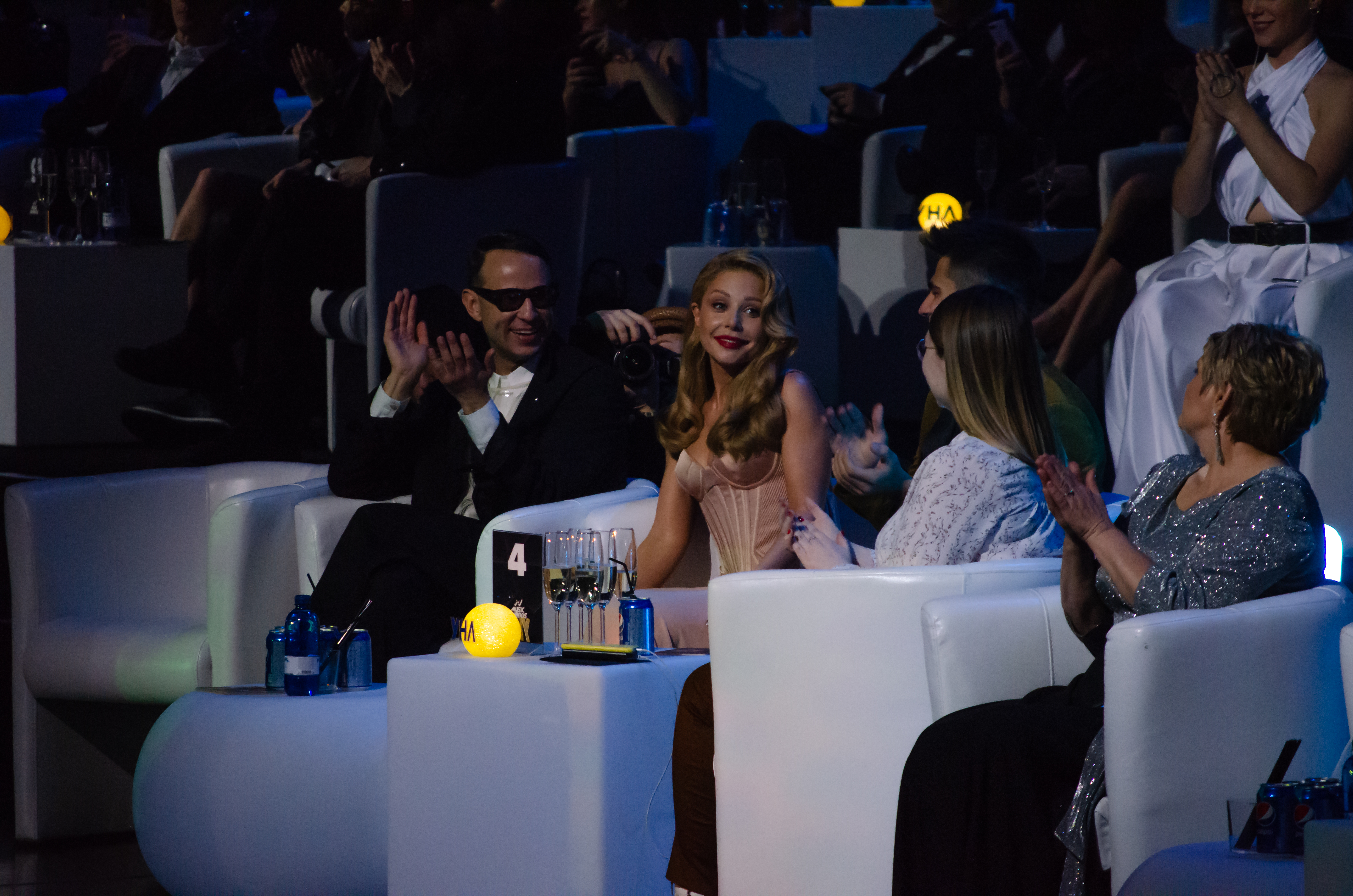
Тіна Кароль на M1 Music Awards в 2019 році

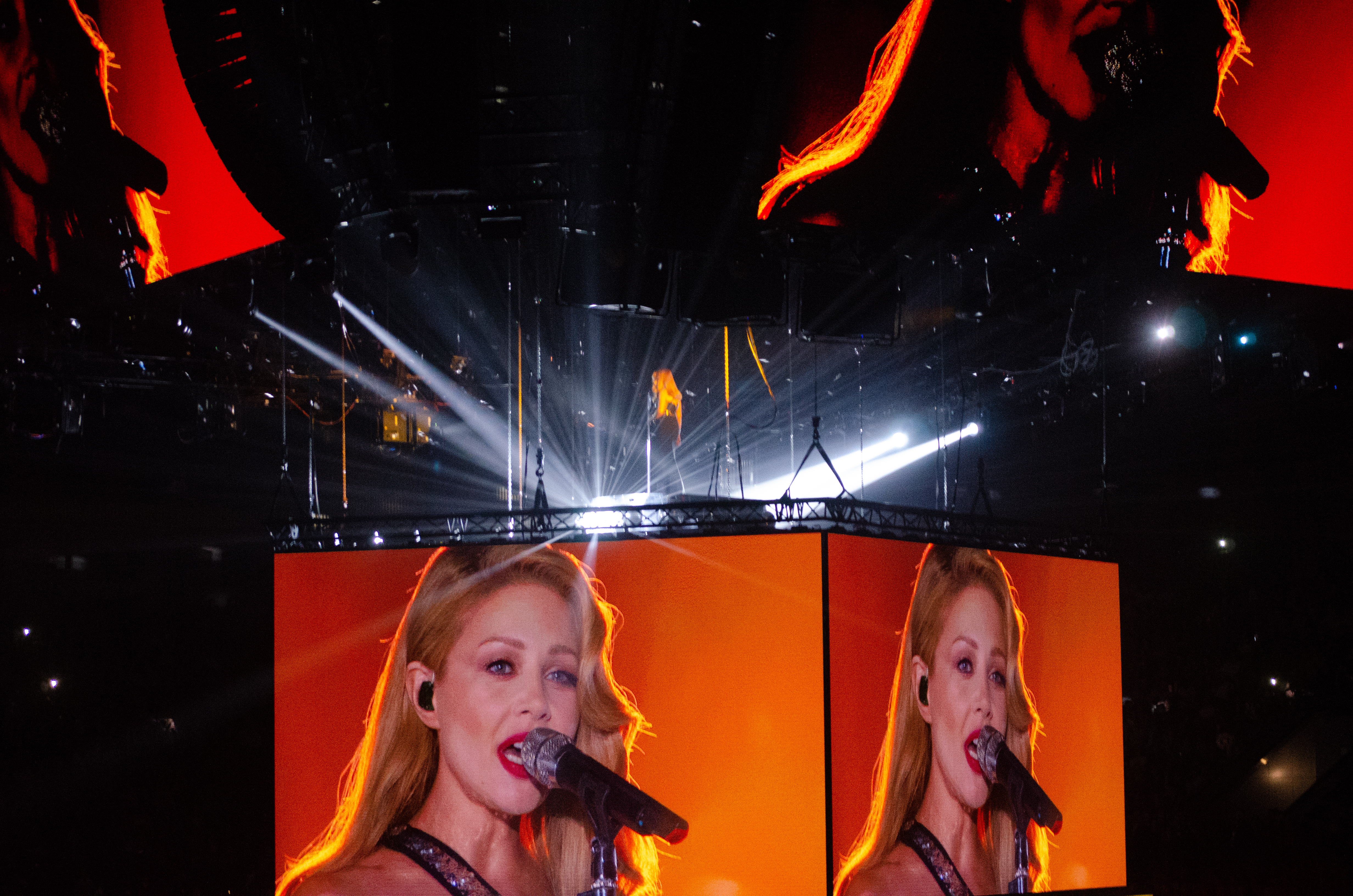
Виступ Тіни Кароль з піснею «Иди на жизнь» на M1 Music Awards в 2019 році

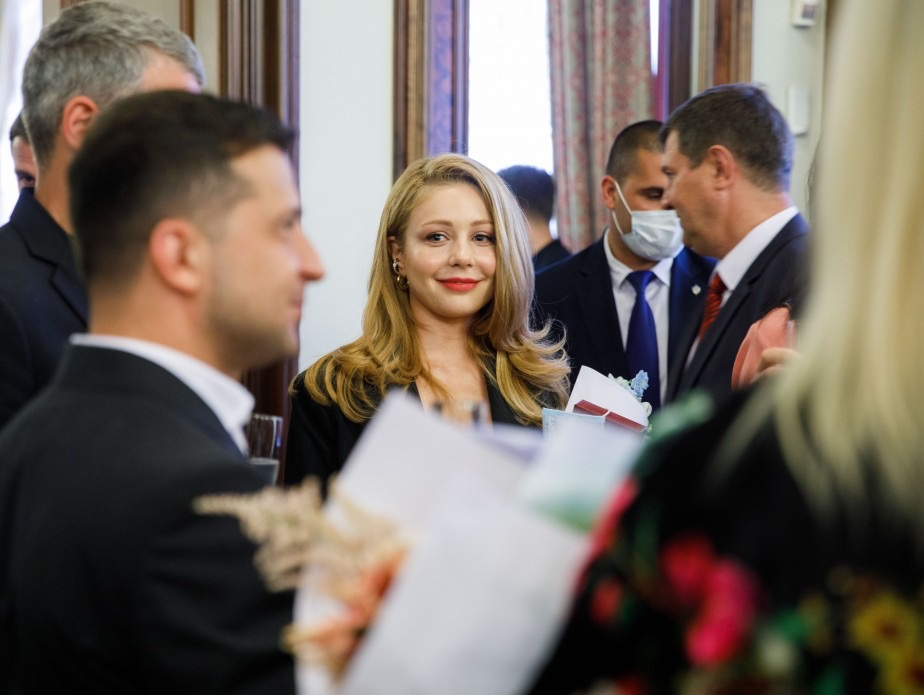
Тіна Кароль на церемонії вручення державних нагород, з нагоди Дня Конституції України у 2020 році.

У вересні Кароль випустила альбом «Знайти своїх» та однойменну трилогію-кліп. Цього ж місяця, на «Площі зірок» у Києві біля ТРЦ Gulliver відбулася церемонія відкриття іменної зірки Тіни Кароль. У листопаді Тіна Кароль з'явилася на обкладинці колекційного видання книги «Ukrainian Women in Vogue», виданої Vogue Ukraine та присвяченій успішним діловим українським жінкам. У грудні Тіна Кароль випустила свою першу колекцію взуття. Зробила вона це спільно з українським брендом «Kachorovska», а увійшли до колекції три речі — босоніжки, сабо та мікросумки.
Взимку 2020 року виступила в ролі зіркової тренерки у вокальному проєкті телеканалу 1+1 «Голос країни 10». На етапі сліпих прослуховувань стала тренеркою українського співака OKS. У лютому стала однією з суддів національного відбору України на пісенний конкурс «Євробачення-2020».. 26 квітня Тіна Кароль і Дан Балан на «Голос країни 10» презентували пісню «Помнишь». У липні Кароль разом з Іриною Білик, гуртом KAZKA та іншими українськими артистами взяла участь в «Слов'янському базарі».
7 липня 2020 року Президент України Володимир Зеленський нагородив Тіну Кароль Орденом княгині Ольги ІІІ ступеня з нагоди Дня Конституції України.
24 серпня Кароль разом з Монатіком, Іриною Білик, Олегом Винником, Потапом та іншими взяла участь у шоу до Дня Незалежності України на Софіївській площі. В тому ж місяці в парі з Юрієм Горбуновим знову стала ведучою шоу «Танці з зірками».
12 лютого 2021 року представила кліп у новому репертуарі на пісню «Скандал». Взимку цього року виступила у ролі зоряної тренерки у вокальному проєкті телеканалу 1+1 «Голос країни 11». У березні 2021 року стала ведучою в парі з Потапом на шоу пародій «Ліпсінк Батл».
2 квітня відбулася прем'єра восьмого студійного альбому співачки «Красиво», в альбомі вийшло 7 нових пісень. В цьому ж місяці на телеканалі 1+1, а 27 квітня на YouTube-каналі Кароль відбувся прямий ефір «Красиво».
12 травня на національній музичній премії «YUNA» Тіна Кароль була удостоєна спеціальної нагороди «За особливі досягнення у музиці», а також здобула перемогу разом з Юлією Саніною у номінації «Найкраща пісня до фільму», здобула перемогу у категорії «Найкращий дует/колаборація».
16 червня Тіна Кароль відвідала місто Алмати (Казахстан) на підтримку промотуру альбому «Красиво», відвідала різні інтерв'ю та радіостанції.
29 червня Тіна Кароль потрапила до списку 100 найвпливовіших жінок України за версією журналу «Фокус».
1 липня відбулася прем'єра кліпу на пісню «Красиво», трек нового однойменного альбому Тіни Кароль.
5 та 6 липня 2021 року на фестивалі «Atlas weekend» презентувала шоу «Красиво» із треками з однойменного альбому. Після виступу Кароль звинуватили зоозахисники, оскільки вона виступила на сцені з жовтим пітоном.
13 серпня Тіна Кароль випустила дуетну пісню «Зірочка» із гуртом KAZKA. Це перший трек із україномовного альбому дуетів Молода кров, вихід якого присвячений 30-річчю Дня незалежності України. 20 серпня відбувся реліз альбому «Молода кров», куди увійшло 7 дуетних пісень.
22 серпня Тіна Кароль разом із Наталією Могилевською, Джамалою, Сергієм Бабкіним, Ольгою Поляковою та іншими виступила на церемонії нагородження президентською премією «Національна легенда України», заснованою до Дня незалежності України, яка проходила в Маріїнському палаці.
24 серпня 2021 Кароль разом з Андреа Бочеллі виступила на площі Конституції, виконавши пісню «Con te partirò». Цього ж вечора на стадіоні «НСК Олімпійський» відбулося масштабне музичне шоу «Незалежність у нашій ДНК» з нагоди Дня незалежності України, Кароль виступила з попурі зі своїх хітів. 24 серпня Тіна Кароль виступила на церемонії до 30-річчя з піснею «Україна — це ти».
28 жовтня 2021 року Тіна Кароль на своєму YouTube-каналі презентувала кліп на пісню «Подвійний рай», сингл з нового альбому, що вийшов 29 жовтня.
9 листопада 2021 року Тіна Кароль у рамках підтримки нового мініальбому «Подвійний рай» вирушила до Казахстану. Співачка дала низку інтерв'ю центральним телеканалам та радіостанціям.
16 листопада виступила у Грузії на шоу «Танці зі зірками». Співачка виконала україномовний хіт «Намалюю тобі зорі». 23 листопада 2021 року у парі з Камілою Жусуповою стала ведучою першого пісенного screenlife-шоу в Казахстані «Double Dauys».
25 листопада 2021 стала зірковою гостею програми «Хайпанутых» на RUTV Білорусь.
31 грудня 2021 року у грандіозному шоу «Новорічна Маска» на телеканалі «Україна» Снігова королева виконала пісню «Сніжинка» з кінофільму «Чародії». Під маскою ховалася Тіна Кароль.

### 2022—2023

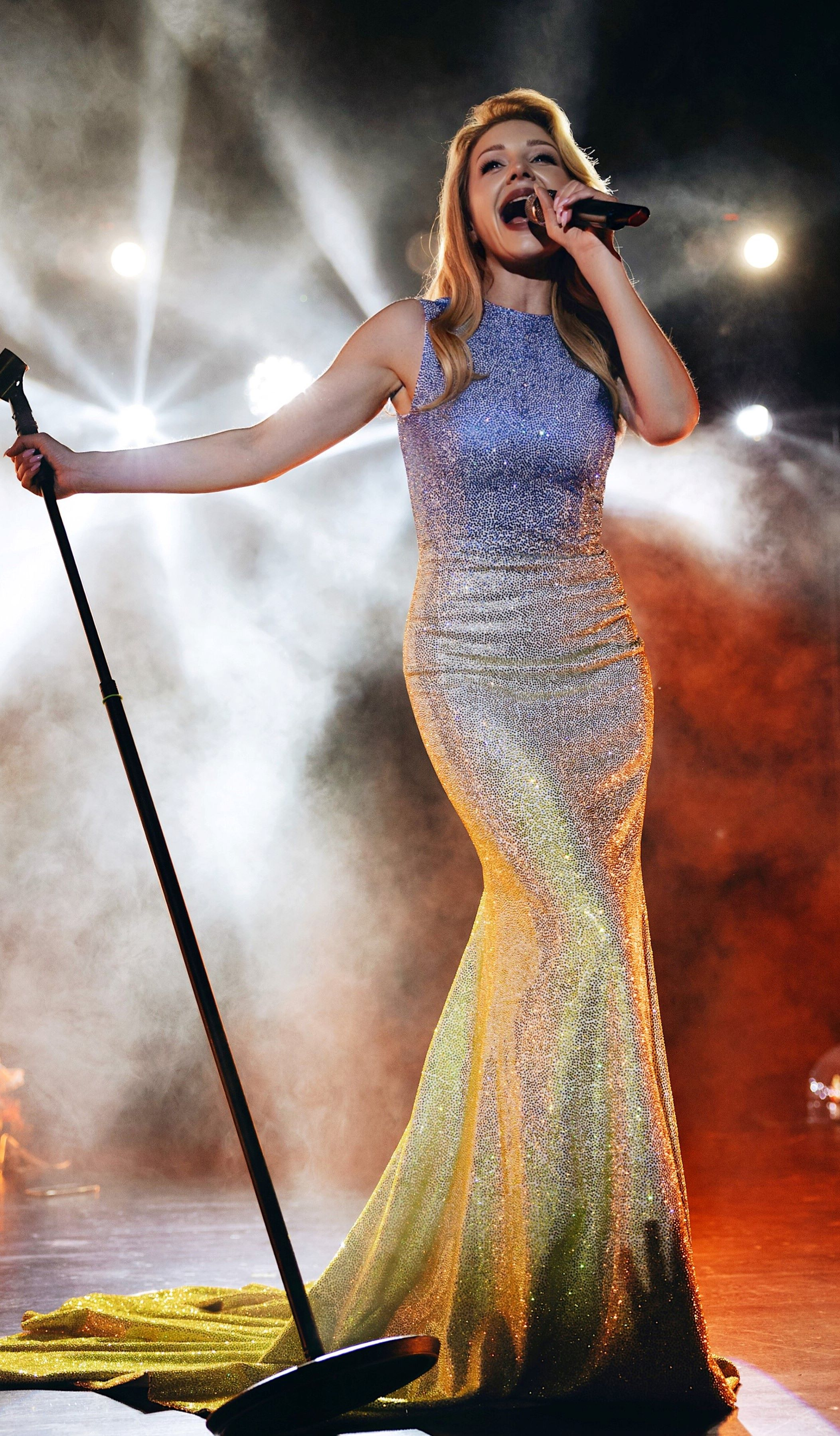
Тіна Кароль під час благодійного концертного туру містами США, жовтень 2022

14 лютого 2022 року в фіналі шоу «Танці з зірками» в Грузії Кароль заспівала в дуеті з грузинським виконавцем Анрі Джохадзе нову версію її хіта «Красиво».
17 лютого 2022 року випустила фільм-концерт «Красиво. Бегу на свет». У лютому стала ведучою розважального шоу «Ігри Талантів» разом з Михайлом Хомою та Юлією Саніною, суддею Національного відбору на Євробачення.
17 лютого 2022 в парі з Михайлом Поплавським Кароль стала ведучою національної музичної премії «Українська пісня року». Отримала нагороду в номінації «Легенда Української пісні».
Після початку повномасштабного російського вторгнення в Україну, коли біля її будинку в передмісті Києва пролунали перші вибухи, 26 лютого 2022 року співачка вирішила покинути країну і виїхати до Польщі. Разом з однодумцями створила Міжнародний центр інформаційного опору зі штаб-квартирою у Варшаві, щоб висвітлювати події в Україні, переважно для російськомовної аудиторії з Росії, Білорусі, Вірменії та Казахстану.
30 березня 2022 року у Варшаві пройшов благодійний концерт на підтримку України, де Тіна Кароль виконала Гімн України. Всі зібрані гроші за квитки були передані Unicef на потреби українських дітей. Захід пройшов за підтримки Посольства України в Республіці Польща у варшавському театрі ROMA.
12 квітня 2022 року співачка виступила на стадіоні «Легії» під час благодійного матчу «Match For Peace» на підтримку України між «Динамо» (Київ) і «Легія» (Варшава), де виконала пісню «Україна — це ти». Також разом зі співачками Надією Дорофєєвою, Катериною Павленко (Go_A) і Юлією Саніною (The Hardkiss) спільно виконали композиції «Вільна» і «Червона калина».
22 квітня Тіна Кароль виступила на відкритті виставки «Це Україна: Захищаючи свободу», яка входить до офіційної програми Венеціанської бієнале, де виконала гімн України.
8 травня в Берліні Тіна Кароль і посол України в Німеччині Андрій Мельник узяли участь у пам'ятному заході з покладання квітів до меморіалу в Тіргартені з нагоди Дня пам'яті та примирення, а також 77-ї річниці визволення Європи від націонал-соціалізму. Співачка також виконала разом з українською громадою гімн України.
10 травня Тіна Кароль з місією громадської амбасадорки прибула в Токіо (Японія) на запрошення японського бізнесмена і філантропа Хіроші Мікітані. Кароль виступила як спеціальна гостя на концерті на підтримку України, який відбувся 14 травня, в рамках премії «Rakuten Girls Awards 2022». 15 травня співачка відвідала Хіросіму, де зустрілася з мером міста Кадзумі Мацуї, а також з офіційними особами та дипломатами країни.
19 травня в рамках 75-го Каннського кінофестивалю відбувся благодійний вечір, організований «Золотим глобусом» на підтримку української кіноіндустрії. Тіна Кароль стала спеціальною гостею вечора, виконала свою україномовну пісню «Намалюю тобі зорі».
У серпні 2022 року Тіна Кароль стала голосом колекції українського бренду Lever Couture. Спеціально для шоу співачка створила електронний мініальбом «LELEKA», наповнений українським етносом та фольклором. Тіна Кароль працювала над новими піснями у співпраці з американським діджеєм Macro/Micro.
16 вересня Тіна Кароль представила новий сингл «Вільні. Нескорені».
23 вересня відбулася презентація Фонду Олени Зеленської, благодійний вечір у рамках 77-ї Генасамблеї ООН в Метрополітен-опера (Нью-Йорк). Під час заходу на сцені виступили Тіна Кароль та Юлія Саніна, виконавши свій україномовний хіт «Вільна».
30 вересня Тіна Кароль презентувала англомовний альбом «Scandal».
У вересні-жовтні 2022 року провела північноамериканський тур містами США та Канади. У жовтні в рамках благодійного туру США виступила разом з балетом Грега Чапкіса. Колектив став спеціальним гостем концерту у Лос-Анджелесі, де було представлено англомовний альбом «Scandal».
31 липня в Казахстані відбувся концерт Voice of Peace (укр. Голос миру), у якому взяли участь місцеві виконавці, а також зірки українського шоу-бізу - MONATIK, Тіна Кароль і DOROFEEVA.
31 грудня 2022 року Тіна Кароль взяла участь у головному Новорічному концерті в Берліні біля підніжжя Бранденбурзьких воріт. Кароль вийшла на сцену з легендарним німецьким гуртом Alphaville. Разом вони виконали хіт гурту Forever Young, до якого додали український приспів. «Forever young. Завжди жива. Гімн на всі часи і покоління. Дякую, Alphaville, за твій поклик серця бути з українцями. Твій український куплет вийшов надзвичайно зворушливим!» — сказала Кароль. Концерт проходив просто неба і транслювався на німецькому телебаченні у прямому ефірі.
У новорічну ніч 2022 року на ТБ транслювався концерт «Єдині. У новий рік разом», у якому взяло участь 30 українських артистів, у тому числі й Тіна Кароль, котра виконала попурі. Його зйомки проводили на станції метро Майдан Незалежності.
8 квітня 2023 року Тіна Кароль дала сольний концерт в Молдові.
28 квітня 2023 року співачка презентувала авторську пісню та кліп на неї під назвою «Honey & Мед». Вона вперше у кар'єрі заспівала двома мовами в одному треку: англійською та українською, вбачаючи в цьому особливу місію: завоювання світової аудиторії українською музикою.
3 травня 2023 року Тіна Кароль виступила в програмі «Вечірній квартал» з піснею «Мед».
10 травня 2023 року Кароль знялася для обкладинки журналу «ELLE». Видання присвятило співачці відразу дві обкладинки: друковану версію журналу та альтернативну didgital cover.
Тіна Кароль посіла перше місце у списку 15 найкрасивіших українок світу за версією індійської платформи Pinkvilla.
13 травня 2023 року Тіна Кароль виступила у фіналі Євробачення. Під час параду прапорів 26-ти країн-фіналісток вона виконала свій хіт Show Me Your Love. На сцені Євробачення Кароль з'явилася в сукні від українського дизайнера Івана Фролова.
28 травня 2023 року Тіна Кароль дала сольний концерт в місті Тбілісі (Грузія), також побувала на радіо і на кількох грузинських інтерв'ю.
31 травня 2023 року випустила ремікс на пісню «Мед», який назвала «Легким вайбом».
16 червня 2023 року відбулась Національна музична премія «YUNA». Оргкомітет нагородив Кароль спецнагородою «За благодійність та меценатство».
24 серпня 2023 року, у День Незалежності України, Тіна Кароль представила пісню «One Nation Under Love», яку створила з легендарною американською композиторкою Даян Воррен, яка писала хіти таким світовим зіркам, як Вітні Г'юстон, Тіна Тернер, Шер, Селін Діон, Леді Ґаґа, Aerosmith. Прем'єра української версії, «Одне серцебиття» відбулася у святковому етері каналу 1+1 у форматі телемосту: Тіна Кароль виконувала пісню біля монумента «Батьківщина-Мати» у Києві, а Даян Воррен акомпанувала їй на тлі Статуї Свободи в Америці.
26 жовтня 2023 року Тіна Кароль презентувала нову україномовну пісню «Не святі».

### 2024 — 2025
3 лютого 2024 року Тіна Кароль на фіналі Національного відбору на Євробачення-2024 виконала прем'єру пісні «Троянди» про почуття, що відображають соціальну драму сьогодення.
1 березня Кароль презентувала нову романтичну пісню «З тобою».
19 березня Кароль виконала пісню «Спи собі сама» українського гурту «Скрябін» у студії ХІТ FM LIVE (Я, Побєда і Берлін).
31 березня 2024 року на телеканалі «ТЕТ» вийшла прем'єра нового сезону «Я люблю Україну», де Тіна Кароль взяла участь.
Навесні 2024 року Тіна Кароль дебютувала на YouTube з авторським шоу «Дім звукозапису». Її першою гостею стала вокалістка гурту The Hardkiss Юлія Саніна. «Дім звукозапису» — це сучасне прочитання форматних вокальних шоу, в якому кожен гість створює унікальний музичний перформанс та досліджує історію обраної для нього / неї композиції, виконавши її наживо з першого дубля. Після випуску цей запис виходитиме як повноцінний сингл артиста(-ки) на всіх стрімінгових платформах. Зйомки відбуваються у Будинку звукозапису Українського радіо, в якому понад 50 років записувались знакові українські пісні.
12 квітня відбулася прем'єра кліпу на трек про кохання Стерва, спільну роботу Тіни Кароль та Shumei за режисурою Нати Курган. Також Кароль виспутила альбом «Троянди», куди увійшли нові та випущені раніше пісні.
28 квітня 2024 року, на телеканалі «1+1 Україна» вийшов проєкт «Пісня мого життя». Зіркові учасники та лідери думок загадують пісні, що асоціюються у них з певним важливим періодом життя, а сучасні українські артисти виконують їх на сцені. Однією з учасниць нового випуску стала українська співачка Тіна Кароль, яка загадала композицію «Чом ти не прийшов». Як розповіла Тіна, за піснею «Чом ти не прийшов» ховається історія її першої поразки на шляху до великої естради.
19 травня Тіна виступила на Гала-концерті з нагоди святкування подвійного ювілею — 85-річчя видатного культурного діяча, Народного артиста України, Мирослава Михайловича Вантуха та заспівала пісню «Минає день, минає ніч».
4 липня 2024 року українська співачка Тіна Кароль та український музикант SHUMEI після успіху їхньої першої спільної пісні «Стерва» записали новий дует який получив назву «Дзвони». «Ідея створити другий дует належить Олегу. Він є автором цієї пісні, на відміну від попередньої „Стерва“, яку написала я. Мене зачарували романтика та мелодійність треку. Співати з Олегом — це справжнє задоволення, адже він один із найкращих голосів і тембрів в Україні. Завжди музично, професійно і з чудовим вайбом», — поділилася Кароль.
30 серпня, співачка Тіна Кароль, випустила кліп на пісню «Відчиняю».
Тіна Кароль була обрана музичною продюсеркою Національного відбору на Євробачення 2025, за заявою Суспільне Мовлення. «Рада приєднатися до команди Національного відбору на Євробачення й мати можливість підтримати як тих, хто робить свої перші кроки, так і тих, хто повертається на сцену Нацвідбору знову. Впевнена, що цього року ми побачимо багато яскравих виконавців, яких ми представимо вам у найкращому світлі. До зустрічі на Нацвідборі!» — ділиться Тіна Кароль.
19 вересня Тіна Кароль випустила новий альбом під назвою «Лірика». Співачка назвала його одним із найбільш значущих у своїй кар'єрі. Співачка, порадувала шанувальників виходом нового альбому у збірку, до якої увійшли вісім композицій, включаючи її новий хіт "Відчиняю", кліп на який артистка представила. Окрім цієї пісні, в альбомі також є треки "Адреналін", "Що ти наробила", "Нічка", дуетна композиція "Дзвони" зі співаком SHUMEI, а також пісні "Попелюшка", "Хлопчина" та акустична версія "Що ти наробила".
Тіна Кароль вирушила у масштабний тур на підтримку альбому «Лірика». Співачка дала концерти по містам України та Європи зокрема: Відень, Брюссель, Лондон, Прага, Цюрих, Франкфурт, Париж, Хольстебро, Загреб, Варшава, Кишинів.
18 листопада на концерті Брюсселі висміяла  проросійську співачку Світлану Лободу .
29 листопада співачка Тіна Кароль презентувала потужний проєкт разом з гуртом Nord Division. Музиканти об’єдналися, щоб створити спільний трек, присвячений ветеранам війни, що триває. Прем’єра пісні "Ветерани" приурочена до Дня Збройних Сил України, який святкуватиметься 6 грудня.
Трек "Ветерани" – це сучасна музична воєнна поема тривалістю понад 12 хвилин. Цей реп народжений в окопах, від очевидців війни – тих, хто щодня ризикує своїм життям заради свободи нації. Глибокі рядки доводять до мурах слухача.
8 лютого 2025 року, співачка Тіна Кароль, яка стала продюсеркою Нацвідбору на Євробачення, виступила у фіналі конкурсу з яскравим номером. Тіна презентувала мегамікс своїх хітів — Стерва, Відчиняю та Скандал. На сцені артистка з’явилася у комбінезоні з вирізом на животі. Співачка, яка може похизуватися відмінною гнучкістю, продемонструвала складну хореографію з танцюристами балету. Як відомо, Кароль регулярно займається спортом і постійно освоює складні асани йоги.
Тіна Кароль в перше за 20 років випустила альбом на вінілі. Для колекційного релізу, співачка обрала перший у своїй творчості повністю україномовний лонгплей «Троянди» (2024). «Це глибока та емоційна музична робота, яка відображає силу, любов і стійкість українців».
14 березня 2025 року, Тіна Кароль виступила на концерті від Хіт Фм «Великий весняний концерт» в Жовтневому палаці. 
21 травня 2025 року Тіна Кароль виступила у МЦКМ “Жовтневий палац”, де відбувся концерт присвячений до Дня Києва від Радіостанції «Мелодія Фм».

## Благодійність
1 червня 2014 року Тіна Кароль відкрила благодійний фонд «Полюс тяжіння», метою якого є допомога дитячим онкологічним відділенням, фонд діє коштом її фінансування. 27 липня 2014 року відкрила благодійний інтернет-магазин на своєму вебсайті. Усі отримані гроші планувалось передавати онкохворим дітям.
7 червня 2015 року, в фіналі пісенного проєкту «Голос країни-5», Тіна Кароль подарувала квартиру в Києві своєму вихованцю Антону Копитіну, який з сім'єю через війну на Сході України був змушений покинути Донецьк.
У 2016 та 2018 роках брала участь у зйомках для благодійного фотопроєкту «Щирі», присвяченого українському національному костюму та його популяризації. Проєкт було реалізовано зусиллями ТЦ «Домосфера» та комунікаційної агенції Gres Todorchuk. Усі кошти від продажу календарів з моделями у традиційних костюмах передано на культурні проєкти, зокрема, Музею народної творчості Михайла Струтинського, Новоайдарському краєзнавчому музею та Національному центру народної культури «Музей Івана Гончара».
20 березня 2022 року Тіна Кароль взяла участь в акції на підтримку України, виконала пісні «Закрили твої очі» і «Україна — це ти». До виконання якої приєдналась Амелія Анісович, відома у світі завдяки відео виконання пісні з мультфільму «Крижане серце» у бомбосховищі.
5 квітня 2022 року благодійний фонд Тіни Кароль «Полюс тяжіння» у партнерстві з Ізраїльським фондом Israeli Friends of Ukraine придбали необхідні ліки для двох українських лікарень, які спеціалізуються на лікуванні онкохворих дітей. Співачка наголосила, що під час війни її фонд продовжить свою роботу та допомагатиме дітям боротися з онкологією.
У серпні 2022 року співачка подарувала квартиру для сім'ї 9-річного хлопчика Єгора Кравцова, який навесні зворушив всю Україну своїм щоденником з описом життя в окупованому Маріуполі. Нове житло сім'ї розташоване в Івано-Франківській області.

## Особисте життя

### Релігія
Тіна Кароль - православна Християнка. З коханим Євгеном Огіром вінчалася у храмі, а свого сина змалечку привчала до християнства. У пошуках розради Тіна Кароль звернулася до віри. Вона почала відвідувати церкву, молитися, читати Біблію. З часом віра стала для неї джерелом сили та натхнення. За словами Тіни Кароль, віра в Бога допомогла їй пережити найскладніші часи в житті. Вона дала їй сили йти далі, незважаючи на біль та втрату.

### Шлюб
У 2008 році Тіна Кароль таємно взяла шлюб зі своїм продюсером Євгеном Огіром. Тіна та Євген обвінчалися в Свято-Успенському соборі Києво-Печерської лаври. 18 листопада 2008 року народила першу дитину, сина Веніаміна.. Уже через три тижні після пологів співачка повернулася на сцену.
28 квітня 2013 року чоловік помер від раку шлунка.

### Хобі
Тіна Кароль любить займатися спортом. Особливо, вона захоплюється йогою. Завдяки регулярним заняттям Тіна дісталася четверного рівня йоги "advance" (аштанга-йога - ред.).

## Творчість

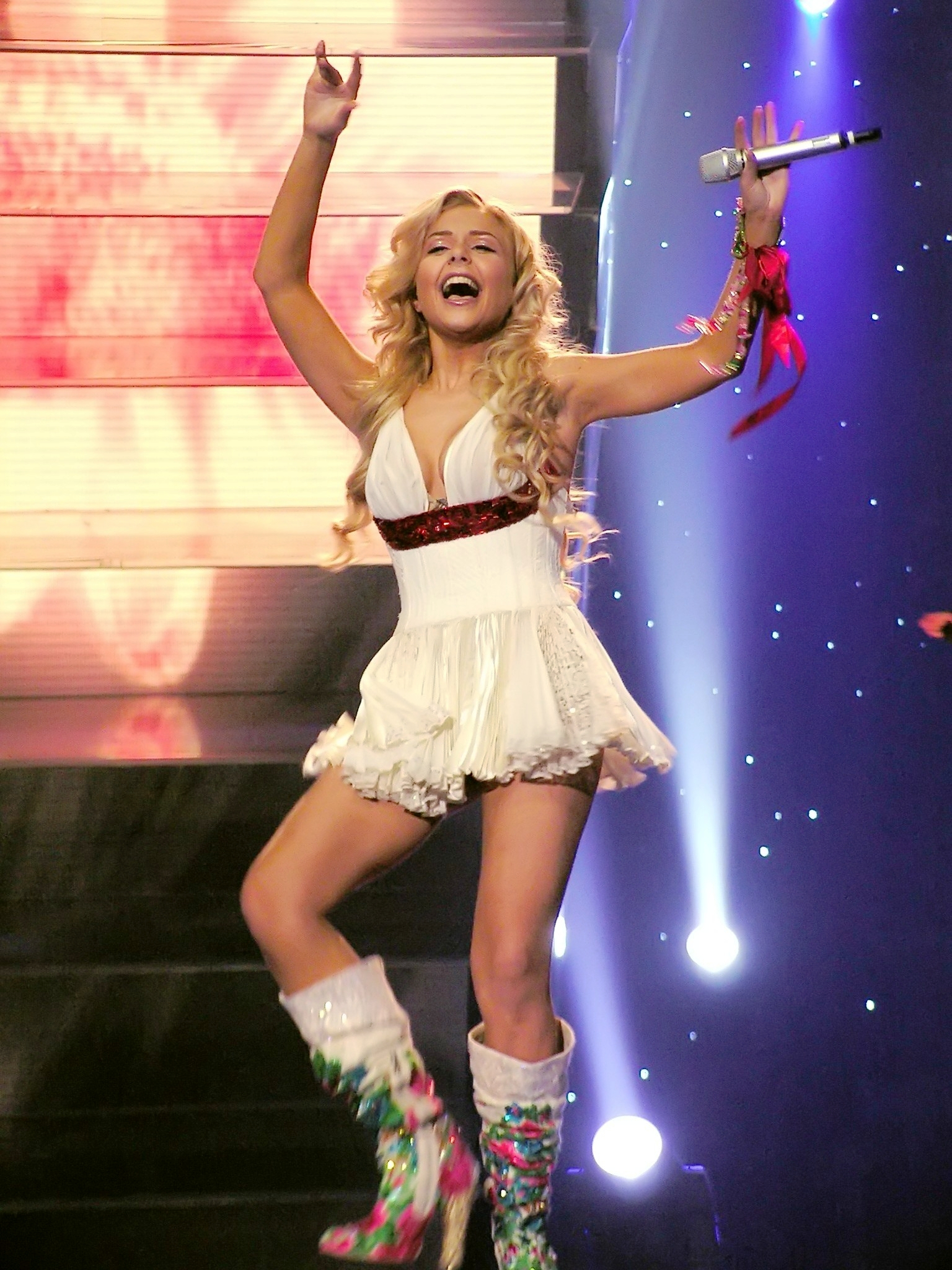
Тіна Кароль на Євробаченні в травні 2006

### Студійні альбоми
- Show Me Your Love (2006)
- Ноченька (мініальбом, 2006)
- Полюс притяжения (2007)
- 9 жизней (2010)
- Помню (2014)
- Интонации (2017)
- Найти своих (2020)
- Красиво (2021)
- Молода кров (2021)
- Двойной рай (мініальбом, 2021)
- LELEKA (мініальбом, 2022)
- Scandal (2022)
- Троянди (2024)
- Лірика (2024)

### Інші альбоми
- Девять песен о войне (2014)
- Сила любви и голоса (2014)
- Интонации (live) (2018)
- Спектакль юбилейный альбом (live) 2020

### Сольні концертні тури
- 2007 — Перший концертний тур «Полюс тяжіння»
- 2010 — Концертний тур «9 життів»
- 2013—2014 — Концертні тури «Сила любові і голоси» і «Сила любові і голосу» на біс
- 2015 — Концертний тур з Музичним спектаклем «Я все ще люблю»
- 2016 (січень) — Новорічний концертний тур за мотивами Музичного фільму «Різдвяна історія з Тіною Кароль» з програмою «Колядки»
- 2016 (з січня) — Ювілейний тур із програмою «Вибране» — концерти у Великій Британії, Латвії, Білорусі, Америці.
- 2017 (січень) — Тур «Різдвяна історія з Тіною Кароль»
- 2017—2018 рік — Тур «Інтонації»
- 2021—2022 рік — Тур «Альбом „Красиво“ та найкращі хіти»
- 2023 рік — Тур «Тіна Кароль»
- 2024 рік — Тур містами України та Європи.

### Музичні відео
| Рік  | Назва                                           | Альбом            | Режисер(-ка)                     |
| ---- | ----------------------------------------------- | ----------------- | -------------------------------- |
| 2005 | «Выше облаков»                                  | Show Me Your Love | Герман Глинський                 |
| 2006 | «Show Me Your Love»                             | Show Me Your Love | Герман Глинський                 |
| 2006 | «Пупсик»                                        | Ноченька          | Алан Бадоєв                      |
| 2006 | «Ноченька»                                      | Ноченька          | Алан Бадоєв                      |
| 2007 | «Люблю его»                                     | Полюс притяжения  | Алан Бадоєв                      |
| 2007 | «Полюс притяжения»                              | Полюс притяжения  | Алан Бадоєв                      |
| 2008 | «Ключик»                                        | Полюс притяжения  | Алан Бадоєв                      |
| 2009 | «У неба попросим»                               | Полюс притяжения  | Ігор Забара                      |
| 2009 | «Не бойся, мальчик»                             | 9 жизней          | Сергій Солодкий                  |
| 2009 | «Radio Baby»                                    | 9 жизней          | Сергій Солодкий                  |
| 2010 | «Шиншилла»                                      | 9 жизней          | Сергій Солодкий                  |
| 2010 | «Не дощ»                                        | 9 жизней          | Сергій Солодкий                  |
| 2011 | «Я скажу Да»                                    | 9 жизней          | Сергій Солодкий                  |
| 2011 | «Зачем я знаю»                                  | 9 жизней          | Алан Бадоєв                      |
| 2012 | «Ніжно»                                         | 9 жизней          | Алан Бадоєв                      |
| 2012 | «Я не беру трубку»                              | 9 жизней          | Алан Бадоєв                      |
| 2013 | «Вьюга-зима»                                    | 9 жизней          | Гіндрек Маазік                   |
| 2013 | «Помню»                                         | Помню             | Ярослав Пілунський               |
| 2013 | «Жизнь продолжается»                            | Помню             | Ярослав Пілунський               |
| 2014 | «Удаляюсь»                                      | Помню             | Дмитро Кочнєв                    |
| 2014 | «Мы не останемся друзьями»                      | Поза альбомом     | Гіндрек Маазік                   |
| 2015 | «Я всё ещё люблю»                               | Поза альбомом     | Гіндрек Маазік                   |
| 2015 | «Україна — це ти»                               | Поза альбомом     | Максим Делієргієв                |
| 2015 | Сдаться ты всегда успеешь                       | Поза альбомом     | Гіндрек Маазік                   |
| 2016 | Твої гріхи / «Blindfold»                        | Интонации         | «GloriaFX»                       |
| 2016 | Перечекати / «Lost in the Rain»                 | Интонации         | Станіслав Морозов                |
| 2017 | «Я не перестану»                                | Поза альбомом     | «GloriaFX»                       |
| 2018 | «Все во мне» / «All of Me»                      | Интонации         | 1+1 Production                   |
| 2018 | «Земля»                                         | Интонации         | 1+1 Production                   |
| 2018 | «Космічні почуття»                              | Интонации         | 1+1 Production                   |
| 2018 | «Внезапно»                                      | Интонации         | 1+1 Production                   |
| 2018 | «Шаг, шаг»                                      | Интонации         | 1+1 Production                   |
| 2018 | «Мужчина моей мечты»                            | Интонации         | 1+1 Production                   |
| 2018 | «Дикая вода»                                    | Интонации         | 1+1 Production                   |
| 2018 | «Сила высоты»                                   | Поза альбомом     | Хіндрек Маасік                   |
| 2019 | «Безодня»                                       | Найти своих       | Стас Гуренко                     |
| 2019 | «Вабити»                                        | Найти своих       | Тім Мілграм                      |
| 2019 | «Иди на жизнь»                                  | Найти своих       | Поллі Пірс                       |
| 2019 | «Вільна»                                        | Найти своих       | Христина Сиволап                 |
| 2020 | трилогія «Найти своих»                          | Найти своих       | Станіслав Морозов                |
| 2021 | «Скандал» «Хороший парень» «Красиво»            | Красиво           | Інді Хаїт                        |
| 2021 | «Двойной рай» «Поцелуй на фарт» «Холод» «Город» | Двойной рай       | Аліна Симоненко                  |
| 2022 | «Вільні. Нескорені»                             | Троянди           | Ксенія Каргіна, Єлизавета Клюзко |
| 2023 | «Honey & Мед»                                   | Троянди           | Генрі Ліпатов                    |
| 2023 | «One Nation Under Love (Ukranian version)»      | Троянди           | Максим Білоногов, Денис Клімов   |
| 2023 | «Не святі»                                      | Троянди           | Tina Karol, Nata Kurgan          |
| 2024 | «Троянди»                                       | Троянди           | Tina Karol, Nata Kurgan          |
| 2024 | «З тобою»                                       | Троянди           | Tina Karol, Nata Kurgan          |
| 2024 | «Стерва» (дует з SHUMEI)                        | Троянди           | Nata Kurgan                      |
| 2024 | «Дзвони» (дует з SHUMEI)                        | Лірика            | Nata Kurgan                      |
| 2024 | «Відчиняю»                                      | Лірика            | Nata Kurgan                      |
| 2024 | «Що ти наробила»                                | Лірика            | Nata Kurgan                      |
| 2025 | «Ми» (дует з SadSvit)                           | Поза альбомом     | Nata Kurgan                      |
| 2025 | «Балкони»                                       | Поза альбомом     | Nata Kurgan                      |
| 2025 | «Людині потрібна людина»                        | Поза альбомом     | Nata Kurgan                      |

### Фільмографія

#### Телебачення
| Рік         | Назва                                                                                                 | Роль             | Нотатки                             |
| ----------- | --- | ---------------- | ----------------------------------- |
| 2005        | Хочу бути зіркою                                                                                      | ведуча           | Конкурс молодих виконавців          |
| 2006—2007   | Танці з зірками                                                                                       | ведуча           | Танцювальне шоу                     |
| 2008        | Нова хвиля                                                                                            | ведуча           | Конкурс молодих виконавців          |
| 2008        | Моя правда                                                                                            | Грає самого себе | Телепередача                        |
| 2011        | Майданс                                                                                               | ведуча           | Танцювальне шоу                     |
| 2012        | Crimea Music Fest                                                                                     | ведуча           | Музичний фестиваль                  |
| 2012        | Голос. Діти                                                                                           | тренер           | Музичне шоу талантів                |
| 2013        | Голос країни                                                                                          | тренер           | Музичне шоу талантів                |
| 2015        | Я все еще люблю                                                                                       | Грає себе        | Музичний спектакль                  |
| 2015—2016   | Голос. Діти                                                                                           | тренер           | Музичне шоу талантів                |
| 2015 — 2021 | Голос країни                                                                                          | тренер           | Музичне шоу талантів                |
| 2015        | Різдвяна історія з Тіною Кароль                                                                       | Грає себе        | Телеконцерт                         |
| 2017—2019   | Танці з зірками                                                                                       | ведуча           | Танцювальне шоу                     |
| 2020,2022   | Нацвідбір на «Євробачення — 2020»                                                                     | член журі        |                                     |
| 2020        | Ліпсінк батл                                                                                          | ведуча           | Шоу пародій                         |
| 2021        | Міс Україна                                                                                           | член журі        | Конкурс краси                       |
| 2021        | Double Dauys                                                                                          | ведуча           | Пісенне screenlife-шоу в Казахстані |
| 2022        | Українська пісня року                                                                                 | ведуча           | Національна музична премія          |
| 2024—2025   | Дім звукозапису (ДЗЗ)                                                                                 | ведуча           | Авторський проект (YouTube-шоу)     |
| 2024        | Концерт з нагоди 85-річчя Героя України, керівника ансамблю Вірського — Мирослава Михайловича Вантуха | ведуча           | Зірковий концерт                    |

#### Фільми та серіали
| Рік  |     | Українська назва       | Оригінальна назва     | Роль    |
| ---- | --- | ---------------------- | --------------------- | ------- |
| 2006 | тф  | Танго кохання          | Танго любви           | Тіна    |
| 2007 | тф  | Зоряні канікули        | Звездные каникулы     | Марія   |
| 2007 | тф  | Карнавальна ніч 2      | Карнавальная ночь 2   | Тіна    |
| 2007 | тф  | Зірки в Армії          | —                     | Тіна    |
| 2008 | тф  | Смішні пісні           | —                     | Тіна    |
| 2009 | ф   | Бригада М              | G-Force               | Суничка |
| 2013 | тф  | 1+1 удома              | —                     | Тіна    |
| 2014 | док | Сила кохання та голосу | Сила любви и голоса   | Тіна    |
| 2018 | док | Інтонації Тіни Кароль  | Интонации Тины Кароль | Тіна    |
| 2019 | кф  | Колишні                | Бывшие                | Анна    |
| 2019 | с   | Папік                  | Папик                 | Тіна    |
| 2020 | с   | Великі Вуйки 2         |                       |         |
| 2022 | с   | Подвійний рай          | Тіна                  | Тіна    |
| 2023 | док | One Nation Under Love  | One Nation Under Love | Тіна    |

### Театральні ролі
- 2003 — Основна жіноча роль мюзиклу «Екватор» — Маргарет.
- 2004 — Виконавиця ролі Марти-билиці у виставі «Духів день» в Київському Молодому театрі.
- 2004 — Мюзикл «Ассоль», головна роль, Ассоль (Австрія).
- 2004 — Роль карми головного героя у спектаклі «Яйце кобили», де Тіна протягом усієї вистави співає соло без музичного супроводу.

### Книги
- 2008 — «Великі пригоди павутинки»/«Большие приключения паутинки», книга для дітей.
- 2016 — «Різдвяна історія», книга для дітей.[65]

## Нагороди та номінації

### YUNA
| Рік  | Категорія                             | Работа / Номінант                                        | Результат | Прим.  |
| ---- | ------------------------------------- | -------------------------------------------------------- | --------- | ------ |
| 2013 | Найкраща співачка                     | Тіна Кароль                                              | Номінація | [ 66 ] |
| 2013 | найкраща пісня                        | «Ніжно»                                                  | Номінація | [ 66 ] |
| 2014 | Найкраща пісня                        | «Помню»                                                  | Номінація | [ 67 ] |
| 2014 | найкраща пісня                        | «Жизнь продолжается»                                     | Номінація | [ 67 ] |
| 2014 | найкраща співачка                     | Тіна Кароль                                              | Перемога  | [ 67 ] |
| 2014 | Найкращий відеокліп                   | «Помню» (реж. Ярослав Пілунський)                        | Номінація | [ 67 ] |
| 2015 | Найкращий альбом                      | «Помню»                                                  | Номінація | [ 68 ] |
| 2015 | Найкраща пісня                        | «Мы не останемся друзьями»                               | Номінація | [ 68 ] |
| 2015 | Найкраща співачка                     | Тіна Кароль                                              | Перемога  | [ 68 ] |
| 2015 | Найкращий відеокліп                   | «Мы не останемся друзьями» (реж. Хіндрек Маасік)         | Номінація | [ 68 ] |
| 2016 | Найкраща співачка                     | Тіна Кароль                                              | Номінація | [ 69 ] |
| 2016 | Найкращий дует                        | Тіна Кароль і учасники «Голос. Діти» — «Україна — це ти» | Номінація | [ 69 ] |
| 2016 | Найкраща пісня                        | Я все ще люблю                                           | Номінація | [ 69 ] |
| 2016 | Подія року                            | Музичний спектакль Тіни Кароль — «Я все ще люблю»        | Номінація | [ 69 ] |
| 2016 | Найкращий менеджмент                  | Дім культури (Тіна Кароль)                               | Номінація | [ 69 ] |
| 2017 | Найкраща співачка                     | Тіна Кароль                                              | Номінація | [ 70 ] |
| 2017 | Найкращий менеджмент                  | Дім Культури (Тіна Кароль)                               | Номінація | [ 70 ] |
| 2018 | Найкраща співачка                     | Тіна Кароль                                              | Перемога  | [ 71 ] |
| 2018 | Найкращий тур                         | Тіна Кароль — Всеукраїнський тур «Інтонації»             | Номінація | [ 71 ] |
| 2018 | Найкраща пісня українською мовою      | «Перечекати»                                             | Перемога  | [ 71 ] |
| 2018 | Найкращий менеджмент                  | Тіна Кароль (Павло Орлов)                                | Номінація | [ 71 ] |
| 2020 | Найкращий дует                        | Тіна Кароль и Бумбокс «Безодня»                          | Номінація | [ 72 ] |
| 2021 | Найкращий дует                        | Тіна Кароль і Юлія Саніна «Вільна»                       | Перемога  | [ 73 ] |
| 2021 | Краща пісня                           | Тіна Кароль и Юлія Саніна «Вільна»                       | Номінація | [ 73 ] |
| 2021 | Найкраща пісня до фільму              | «Вільна» до к/ф «Віданна»                                | Перемога  | [ 73 ] |
| 2021 | За особливі досягнення в музиці       | Тіна Кароль                                              | Перемога  | [ 73 ] |
| 2022 | Найкраща співачка                     | Тіна Кароль                                              | Номінація | [ 74 ] |
| 2022 | Кращий менеджмент                     | Тіна Кароль (Павло Орлов)                                | Номінація | [ 74 ] |
| 2025 | За благодійність і меценатство (2023) | Тіна Кароль                                              | Перемога  |        |
| 2025 | Найкраща співачка                     | Тіна Кароль                                              | Номінація |        |
| 2025 | Найкращий дует/колаборація            | Тіна Кароль & Shumei - Дзвони                            | Номінація |        |
| 2025 | Найкраща пісня до фільму              | Тіна Кароль - Спи собі сама (OST Я, побєда і Берлін)     | Номінація |        |

### Людина року
| Рік  | Категорія   | Работа / Номінант | Результат | Прим. |
| ---- | ----------- | ----------------- | --------- | ----- |
| 2005 | Митець року | «Тіна Кароль»     | Перемога  |       |

### Пісня року
| Рік  | Категорія                   | Работа / Номінант | Результат | Прим. |
| ---- | --------------------------- | ----------------- | --------- | ----- |
| 2014 | Найкраща пісня року (Інтер) | «Тіна Кароль»     | Перемога  |       |

### ShowBiz Award
| Рік  | Категорія      | Работа / Номінант | Результат | Прим. |
| ---- | -------------- | ----------------- | --------- | ----- |
| 2006 | Відкриття року | Тіна Кароль       | Перемога  |       |

### Українська пісня року
| Рік  | Категорія                 | Работа / Номінант | Результат | Прим.  |
| ---- | ------------------------- | ----------------- | --------- | ------ |
| 2021 | Легенда української песні | Тіна Кароль       | Перемога  | [ 75 ] |

### M1 Music Awards
| Рік  | Категорія                                  | Работа / Номінант                                                                          | Результат | Прим.  |
| ---- | ------------------------------------------ | ------------------------------------------------------------------------------------------ | --------- | ------ |
| 2015 | Співачка року                              | Тіна Кароль                                                                                | Перемога  | [ 76 ] |
| 2015 | Спеціальна премія портала M1.TV            | Тіна Кароль і Голос. «Україна — це ти»                                                     | Номінація | [ 76 ] |
| 2015 | Найкращий тур                              | Тур «Я все ще люблю»                                                                       | Перемога  | [ 76 ] |
| 2016 | Співачка року                              | Тіна Кароль                                                                                | Номінація | [ 77 ] |
| 2016 | Золотий грамофон                           | Тіна Кароль — «Сдаться ты всегда успеешь» (реж. Хіндрек Маасік)                            | Перемога  | [ 77 ] |
| 2016 | Найкращий відеокліп                        | Тіна Кароль — «Твої гріхи» (реж. GloriаFX)                                                 | Номінація | [ 77 ] |
| 2016 | Постпродакшн                               | Тіна Кароль — «Твої гріхи» (реж. GloriаFX)                                                 | Номінація | [ 77 ] |
| 2017 | Співачка року                              | Тіна Кароль                                                                                | Перемога  | [ 78 ] |
| 2017 | Кліп року                                  | «Перечекати»                                                                               | Перемога  | [ 78 ] |
| 2017 | Кращий виступ на церемонії                 | Тіна Кароль «Дикая вода» (в дуеті з Микитою Ломакіним), «Всё во мне», «Мужчина моей мечты» | Номінація | [ 78 ] |
| 2017 | Менеджмент артиста                         | Тіна Кароль (Павло Орлов)                                                                  | Перемога  | [ 78 ] |
| 2018 | Краща співачка                             | Тіна Кароль                                                                                | Номінація | [ 79 ] |
| 2018 | Фан-клуб року                              | Тіна Кароль                                                                                | Перемога  | [ 79 ] |
| 2018 | За вклад в розвиток національної індустрії | Тіна Кароль                                                                                | Перемога  | [ 79 ] |
| 2019 | Відеокліп року                             | Тіна Кароль «Вабити» (реж. Тім Мілграм)                                                    | Номінація | [ 80 ] |
| 2019 | Співачка року                              | Тіна Кароль                                                                                | Номінація | [ 80 ] |
| 2019 | Золотий грамофон                           | «Сила высоты»                                                                              | Перемога  | [ 80 ] |
| 2019 | Рок. Тільки Рок!                           | Тіна Кароль і Бумбокс «Безодня»                                                            | Номінація | [ 80 ] |

### Золотий грамофон
| Рік  | Категорія      | Работа / Номінант | Результат | Прим. |
| ---- | -------------- | ----------------- | --------- | ----- |
| 2011 | Найкраща пісня | «Я скажу да!»     | Перемога  |       |

### Золота жар-птиця
| Рік  | Категорія      | Работа / Номінант                    | Результат | Прим.  |
| ---- | -------------- | ------------------------------------ | --------- | ------ |
| 2020 | Співачка року  | Тіна Кароль                          | Номінація | [ 81 ] |
| 2020 | Видеокліп року | «Вабити» (реж. Тім Мілграм)          | Номінація | [ 81 ] |
| 2020 | Балада року    | Тіна Кароль и Юлія Саніна — «Вільна» | Перемога  | [ 81 ] |

### Нова хвиля
| Рік вручення | Лауреат     | Награда                             | Місце вручення      | Результат | Прим.  |
| ------------ | ----------- | ----------------------------------- | ------------------- | --------- | ------ |
| 2005         | Тіна Кароль | Золотий кулон і 50 000 доларів США. | Нова хвиля в Юрмалі | Перемога  | [ 82 ] |

### Ukraine Music Awards
| Рік  | Категорія        | Работа / Номінант  | Результат | Прим.  |
| ---- | ---------------- | ------------------ | --------- | ------ |
| 2008 | Краща пісня року | «Полюс притяжения» | Перемога  | [ 83 ] |

### Телетріумф
| Рік  | Категорія                          | Работа / Номінант | Результат | Прим.  |
| ---- | ---------------------------------- | ----------------- | --------- | ------ |
| 2007 | Краща ведуча розважальної програми | Тіна Кароль       | Перемога  | [ 84 ] |
| 2008 | Краща ведуча розважальної програми | Тіна Кароль       | Перемога  | [ 85 ] |

### MEGOGO Music Awards
| Рік  | Категорія             | Работа / Номінант   | Результат | Прим.  |
| ---- | --------------------- | ------------------- | --------- | ------ |
| 2022 | Музика вільної країни | «Вільні. Нескорені» | Номінація | [ 86 ] |
| 2023 | Музика вільної країни | «Мед»               | Номінація | [ 87 ] |
| 2024 | Музика нашої єдності  | «Дім звукозапису»   | Перемога  |        |

### AOF Film International
| Рік  | Категорія                   | Работа / Номінант      | Результат | Прим. |
| ---- | --------------------------- | ---------------------- | --------- | ----- |
| 2014 | Кращий документальний фільм | «Сила любові і голосу» | Перемога  |       |

### South Film and Arts Academy Festival
| Рік  | Категорія         | Работа       | Номінант    | Результат | Прим.  |
| ---- | ----------------- | ------------ | ----------- | --------- | ------ |
| 2019 | Краща жіноча роль | к/ф «Бывшие» | Тіна Кароль | Перемога  | [ 88 ] |

### Золотий лайк
| Рік  | Категорія      | Работа / Номінант | Результат | Прим.  |
| ---- | -------------- | ----------------- | --------- | ------ |
| 2019 | Саундтрек року | «Дикая вода»      | Перемога  | [ 89 ] |
| 2019 | Ікона стиля    | Тіна Кароль       | Перемога  | [ 90 ] |

### Песня года
| Рік  | Категорія  | Работа / Номінант | Результат | Прим. |
| ---- | ---------- | ----------------- | --------- | ----- |
| 2006 | Пісня року | «Выше облаков»    | Перемога  |       |

### YouTube
Срібна кнопка  — Тіна Кароль отримала одну нагороду від YouTube — срібну кнопку, яку дають за досягнення в 100 000 і більше підписників. Нагорода була отримана в 2018 году.

### Інші нагороди
- 1996 — «Співаночка-джазочка» — 3 премія.
- 1997 — «Золоті трембіти» — 1 премія.
- 1997 — «Юні зірки Прикарпаття» — 1 премія.
- 1998 — «Таланти твої, Україна» — 1 премія.
- 1998 — «Шалом, Україно» — 1 премія.
- 1999 — «Різдвяні зустрічі у Братів Блюзу» — 2 премія.
- 1999 — «Чорноморські ігри» — 3 премія.
- 1999 — «Золотий тік» — Гран-прі.
- 1999 — «Під однією зіркою» — 1 премія (фестиваль «Ми діти твої, Україно»).
- 2001 — «Молода Галичина» — 2 премія.
- 2001 — «Едельвейс» — 1 премія.
- 2001 — «Сім культур» — представляла Ізраїль.
- 2002 — «Перший всеукраїнський конкурс артистів естради» — 2 премія.
- 2002 — «Перший всеукраїнський конкурс артистів ізраїльської пісні» — 1 премія.
- 2002 — представниця України на гала-концерті «Словянського базару».
- 2003 — Солістка ансамблю Здройних Сил України стипендія Державної Ради України та подяка від мера Києва.
- 2004 — Переможниця конкурсу «Міс Галичина».
- 2004 — Конкурс «Нью-Йорк-Київ-Тель-Авів» — Гран-прі.
- 2009 — Переможниця премії «ELLE Style Awards».
- 2014 — Перша премія на Міжнародному кінофестивалі АОФ фільм Інтернешнл (США) в номінації «Кращий документальний фільм» за фільм «Тіна Кароль. Сила любові і голосу».
- 2018 — Перемога від паремії «M1 Music Awards. 4 сезона» в номінації «Співачка літа».
- 2020 — перемога в номінації «Альбом року» (Найти своих) від музичного порталу «Musecube. ORG».
- 2020 — Тіні Кароль присвячено персональну зірку на Площі зірок в Києві[91].
- 2021 — музична премія «Русское Радио Украина» перемога в категорії «Happy песня».
- 2021 — в топ-100 впливових жінок України по версії журнала «Фокус»[92].
- 2022 — Українська пісня року в номінації «Легенда української пісні».

| Премія                 | Рік  | Категорія                       | Работа / Номінант             | Результат | Прим.   |
| ---------------------- | ---- | ------------------------------- | ----------------------------- | --------- | ------- |
| Міс Україна-Всесвіт    | 2008 | «Сама красива співачка України» | Тіна Кароль                   | Перемога  | [ 93 ]  |
| Viva! Найкрасивіші     | 2008 | «Сама красива жінка України»    | Тіна Кароль                   | Перемога  | [ 94 ]  |
| Viva! Найкрасивіші     | 2009 | «Сама красива жінка України»    | Тіна Кароль                   | Перемога  | [ 95 ]  |
| Viva! Найкрасивіші     | 2016 | «Сама красива жінка України»    | Тіна Кароль                   | Перемога  | [ 96 ]  |
| ELLE Style Awards      | 2015 | «Телезірка»                     | Тіна Кароль                   | Перемога  | [ 97 ]  |
| Culture Ukraine Awards | 2020 | «Співачка року»                 | Тіна Кароль                   | Перемога  | [ 98 ]  |
| Culture Ukraine Awards | 2020 | «Альбом року (Найти своих)»     | Тіна Кароль                   | Перемога  | [ 98 ]  |
| Зірковий шлях          | 2020 | «15 років неймовірна»           | Тіна Кароль                   | Перемога  | [ 99 ]  |
| Зірковий шлях          | 2021 | «Скандал року»                  | Тіна Кароль                   | Перемога  | [ 100 ] |
| Muzvar Awards          | 2021 | «Фан-клуб року»                 | Тіна Кароль                   | Перемога  | [ 101 ] |
| Muzvar Awards          | 2023 | «Фан-клуб року»                 | Тіна Кароль                   | Номінація |         |
| Muzvar Awards          | 2024 | «Музичний діджитал-спадок»      | Тіна Кароль (Дім звукозапису) | Номінація |         |
| Muzvar Awards          | 2024 | «Фан-клуб року»                 | Тіна Кароль                   | Номінація |         |

- «Сама популярна жінка України» по версії компаній Google і Яндекс;[102][103].

### Державні і церковні нагороди
- 2006 — «Видатна людина року» за версією ФН ООН Україна
- 2006 — Державний орден за Миротворчі місії (Косово, Ірак)
- 2006 — Медаль «За працю і звитягу»
- 2007 — Міжнародний Орден Святого Станіслава «за утвердження міжнародного авторитету України та вагомий внесок у розвиток культури та мистецтва України»
- 2008 — Орден Святої Великомучениці Катерини від УПЦ Московського патріархату
- 2009 — Заслужена артистка України
- 2017 — Народна артистка України
- 2020 — Орден княгині Ольги ІІІ ступеня з нагоди Дня Конституції України[104]

### Відзнаки медіа
- 2006 — «Жінка року — 2005» за версією журналу «Единственная».
- 2007 — визнана найпопулярнішою співачкою України.
- 2008 — «Найкрасивіша жінка України» за версією читачів глянцю «VIVA!».
- 2008 — глянцеве видання «Жіночий журнал» назвало її «найчарівнішою жінкою України».
- 2009 — «Найкрасивіша співачка України-2008» від організаторів конкурсу краси «Міс Україна Всесвіт — 2009».
- 2009 — «Найкрасивіша жінка України» за версією читачів «VIVA!».
- 2013 — «Найпопулярніша жінка України» за версією компаній Google і Яндекс.
- 2017 — «Найкрасивіша жінка України» за версією журналу VIVA.
- 2019 — перемога в номінації «Любима співачка України» від журналу «Хочу».

## Громадянська позиція
2014 року відмовилася від виступів у Росії. У лютому 2022 року, після початку повномасштабного вторгнення РФ до України, виїхала до Польщі, у Варшаві створила «центр інформаційного спротиву».
20 квітня 2022 року Кароль заборонили в'їзд на територію РФ на 50 років.
Під час повномасштабного вторгнення РФ до України, почала гастролювати з благодійними концертами.